# Martine Ripsrud
Martine Ripsrud (Stange, 31 oktober 1995) is een voormalige Noorse langebaanschaatsster.

## Persoonlijk
Ripsrud heeft een relatie met de Nederlandse langebaanschaatser Wesly Dijs.

## Persoonlijke records
| Afstand    | Tijd    | Datum            | Baan      |
| ---------- | ------- | ---------------- | --------- |
| 500 meter  | 37,90   | 9 december 2022  | Calgary   |
| 1000 meter | 1.15,79 | 1 december 2022  | Calgary   |
| 1500 meter | 2.02,26 | 2 december 2022  | Calgary   |
| 3000 meter | 4.38,09 | 7 oktober 2012   | Hamar     |
| 5000 meter | 8.22,20 | 16 december 2012 | Stavanger |

## Resultaten
| Jaar | EK Sprint                | WK Sprint                | WK Afstanden       | Olympische Spelen | Wereldbeker        | WK Junioren                  |
| ---- | ------------------------ | ------------------------ | ------------------ | ----------------- | ------------------ | ---------------------------- |
| 2013 |                          |                          |                    |                   |                    | 15e 500m 40e 1000m 34e 1500m |
| 2014 |                          |                          |                    |                   |                    | 24e 500m 24e 1000m           |
| 2015 |                          |                          |                    |                   |                    | 15e 500m 22e 1000m 35e 1500m |
| 2016 |                          | NC26 (24e, 25e, 26e, -)  |                    |                   | 44e 500m 56e 1000m |                              |
| 2017 | 10e (11e, 14e, 9e, 12e)  | 20e (19e, 22e, 18e, 24e) |                    |                   | 30e 500m 47e 1000m |                              |
| 2018 |                          | 17e (18e, 20e, 18e, 19e) |                    |                   | 48e 500m 56e 1000m |                              |
| 2019 |                          |                          | 7e teamsprint      |                   | 40e 500m 0p 1000m  |                              |
|      |                          |                          |                    |                   |                    |                              |
| 2021 | 14e (14e, 16e, 15e, 14e) |                          | 21e 500m           |                   | 18e 500m           |                              |
| 2022 |                          | 10e (10e, 12e, 9e, 10e)  |                    | 23e 500m          | 33e 500m 53e 1000m |                              |
| 2023 | DNS3 (8e, 7e, DNS, -)    |                          | 19e 500m 22e 1000m |                   | 18e 500m 21e 1000m |                              |
| 2024 |                          | 19e (22e, 20e, 15e, 19e) | 18e 500m 21e 1000m |                   | 23e 500m 33e 1000m |                              |